# Відкритий чемпіонат США з тенісу 1982
Відкритий чемпіонат США з тенісу 1982 проходив з 31 серпня по 12 вересня 1982 року на відкртих кортах Національного тенісного центру Асоціації тенісу США у парку Флашинг-Медоуз у районі Нью-Йорка Квінз. Це був третій турнір Великого шолома календарного року. 

## Огляд подій та досягнень
Чемпіон трьох попередніх років Джон Макінрой програв у півфіналі Івану Лендлу, а Лендл поступився в фіналі Джиммі Коннорсу. Коннорс став чемпіоном США вчетверте, а загалом це був для нього 7-ий титул Великого шолома. 
У жінок минулорічна чемпіонка Трейсі Остін теж не змогла відстояти титул, поступившись у чвертьфіналі Гані Мандліковій. Мандлікова програла фінал Кріс Еверт, яка виграла чемпіонат США вшосте й здобула свій 16-ий титул Великого шолома.

## Результати фінальних матчів

### Дорослі
| Одиночний розряд. Чоловіки    |                             |                              |
| Джиммі Коннорс                | Іван Лендл                  | 6–3, 6–2, 4–6, 6–4           |
|                               |                             |                              |
| Одиночний розряд. Жінки       |                             |                              |
| Кріс Еверт-Ллойд              | Гана Мандлікова             | 6–3, 6–1                     |
|                               |                             |                              |
| Парний розряд. Чоловіки       |                             |                              |
| Кевін Каррен Стів Дентон      | Віктор Амайя Генк Пфістер   | 6–2, 6–7(4–7), 5–7, 6–2, 6–4 |
|                               |                             |                              |
| Парний розряд. Жінки          |                             |                              |
| Розмарі Касалс Венді Тернбулл | Барбара Поттер Шерон Волш   | 6–4, 6–4                     |
|                               |                             |                              |
| Мікст                         |                             |                              |
| Енн Сміт Кевін Каррен         | Барбара Поттер Ферді Тейген | 6–7, 7–6 (7–4), 7–6(7–5)     |
|                               |                             |                              |

### Юніори
| Одиночний розряд. Хлопці    |                               |               |
| Пет Кеш                     | Гі Форже                      | 6–3, 6–3      |
|                             |                               |               |
| Одиночний розряд. Дівчата   |                               |               |
| Бет Герр                    | Гретхен Раш                   | 6–3, 6–1      |
|                             |                               |               |
| Парний розряд. Хлопці       |                               |               |
| Джонатан Кантер Майкл К'юрс | Пет Кеш Джон Фроулі           | 7–6, 6–3      |
|                             |                               |               |
| Парний розряд. Дівчата      |                               |               |
| Пенні Барг Бетт Герр        | Енн Галберт Бернадетт Рендолл | 1–6, 7–5, 7–6 |
|                             |                               |               |